# Burkard II. (Würzburg)
Burkard II. (auch Burchard II. und Burkhard II. geschrieben) war von 932 bis 941 Bischof von Würzburg.
Burkard ist unbekannter Herkunft. Die ihm spätere zugeschriebene Bezeichnung als Graf von Henneberg ist nicht möglich, da die Familie erst später auftrat. Burkard war zunächst von 928 bis 932 Abt in der Abtei Hersfeld. Dies bestätigt ein Diplom Heinrich I. von 931.
Auch seine Bischofsernennung verdankt er wohl Heinrich I. wahrscheinlich zu Beginn des Jahres 932. Quellenprobleme führten dazu, dass manche Bischofslisten zwischen Bischof Thioto und ihm einen weiteren Bischof nennen, zu dem sich aber keine weiteren Nachweise finden lassen.
Burkard II. nahm kurz nach seiner Ernennung 932 an der Nationalsynode in Erfurt teil, an der auch Heinrich I. teilnahm. Im Jahr 937 war er in Magdeburg an der Einrichtung des Moritzklosters durch Otto I. beteiligt. Über seine Tätigkeit im eigenen Bistum ist nichts bekannt.